# Islas Rice Trevor
Las Islas Rice Trevor están situadas en la costa oceánica de la isla Santa Inés en el sector de las islas del NO del archipiélago de la Tierra del Fuego en la región austral de Chile.
Administrativamente pertenecen a la comuna de Punta Arenas, provincia de Magallanes de la Región de Magallanes y la Antártica Chilena.
Desde hace aproximadamente 6000 años sus costas fueron habitadas por el pueblo kawésqar. A comienzos del siglo XXI este pueblo había sido prácticamente extinguido por la acción del hombre blanco.

## Ubicación
Se encuentran en el sector de las islas del NO del archipiélago de Tierra del Fuego sobre la costa oceánica de la isla Santa Inés y desde el punto de vista orográfico en el sector de la zona cordillerana o insular.
Aproximadamente media milla al este de la isla Evans se encuentra la isla mayor del grupo Rice Trevor. Estas islas forman parte de las islas principales del grupo de la isla Santa Inés. La isla mayor del grupo está separada de la isla Evans por el canal Evans. Como 1,5 nmi al sur de dicha isla se encuentra la isla Núñes, la segunda en porte del grupo. Por el lado NE de Núñes corre el canal Maule que la separa de la isla mayor del grupo.

## Historia
Sus costas fueron recorridas por los kawésqar desde hace más de 6000 años hasta mediados del siglo XX. A comienzos del siglo XXI este pueblo había sido prácticamente extinguido por la acción del hombre blanco.
A fines del siglo XVIII, a partir del año 1788 comenzaron a llegar a la zona los balleneros, los loberos y cazadores de focas ingleses y estadounidenses y finalmente los chilotes.
Las siguientes expediciones efectuaron trabajos hidrográficos en el sector de las islas Rice Trevor:
- 1774 - James Cook en diciembre, recorrió y levantó sectores de la costa oceánica del archipiélago de Tierra del Fuego desde el cabo Deseado hasta el cabo de Hornos. HMS Resolution . Segundo viaje. Expedición inglesa.
- 1829 - Robert Fitz Roy en el primer viaje del HMS Beagle. Expedición inglesa.[5]

El comandante Robert Fitz Roy con el HMS Beagle estuvo trabajando en este sector desde el 28 de diciembre de 1829 hasta 3 de enero de 1830. El 28 de diciembre zarpó de bahía Latitud hacia el cabo Tate, fondeando en la entrada del seno Profundo. El 30 se encontró con un matrimonio de fueguinos con sus hijos. El 31 estuvo en trabajos hidrográficos en la zona y el 1 de enero de 1830 zarpó hacia las islas Fincham. Reconoció la bahía Braker, Inabordable, sector que estimó como el peor para la navegación encontrado hasta el momento; el 3 de enero vio fogatas e indígenas en el cabo Gloucester fondeando en la dársena Laura de la bahía Euston.
En marzo de 2000 se encontraron osamentas de una mujer y un niño en el interior de una grieta en el grupo de islas Rice Trevor junto al canal Maule. Según análisis efectuados en Upsala, Suecia se determinó que su muerte ocurrió hace 920 años.

## Características geográficas
Reina casi permanentemente el mal tiempo, lluvia copiosa, cielo nublado. Clima marítimo con temperatura pareja durante todo el año. El viento predominante es del oeste.
Hay bayas silvestres y un tipo de alga marina. Abundan los gansos y patos silvestres. En su costa se obtienen choros, lapas y erizos. Llegan a la caleta lobos de mar, nutrias, delfines y ballenas.